# Aleksandr Strujew
Aleksandr Iwanowicz Strujew (ros. Алекса́ндр Ива́нович Стру́ев, ur. 10 lutego?/23 lutego 1906 (według innych informacji w 1904) w Ługańsku (lub w Ałczewśku), zm. 12 grudnia 1991 w Moskwie) – radziecki polityk, minister handlu ZSRR (1965–1983), członek KC KPZR (1956–1961 i 1966–1986), Bohater Pracy Socjalistycznej (1976).

## Życiorys
Po ukończeniu w 1917 szkoły powszechnej pracował w kopalni węgla, od 1925 sekretarz komórki Komsomołu, od 1927 działacz WKP(b), w latach 1927–1930 sekretarz miejscowego komitetu Komsomołu. W 1941 zastępca przewodniczącego Obwodowego Komitetu Wykonawczego w Stalino (obecnie Donieck), 1941–1943 szef Wydziału Handlu Wojskowego kolejno Frontu Południowego, Frontu Północnokaukaskiego i 4 Ukraińskiego. Od kwietnia do czerwca 1944 p.o. przewodniczącego, a od czerwca 1944 do lipca 1947 przewodniczący Komitetu Wykonawczego Rady Obwodowej w Stalino. Od 21 lipca 1947 do 19 września 1953 I sekretarz Komitetu Obwodowego Komunistycznej Partii (bolszewików) Ukrainy/Komunistycznej Partii Ukrainy w Stalino, od 28 stycznia 1949 do 23 marca 1954 członek KC KP(b)U/KPU, od 27 września 1952 do 10 października 1953 zastępca członka Biura Politycznego KC KPU, od 14 października 1952 do 14 lutego 1956 członek Centralnej Komisji Rewizyjnej KPZR. Od 15 stycznia 1954 do lipca 1958 I sekretarz Komitetu Obwodowego KPZR w Mołotowie/Permie, od 25 lutego 1956 do 17 października 1961 członek KC KPZR. Od 29 maja 1958 do 29 grudnia 1962 zastępca przewodniczącego Rady Ministrów Rosyjskiej FSRR, od 7 grudnia 1962 do 2 października 1965 przewodniczący Państwowego Komitetu Rady Ministrów ZSRR ds. handlu/Państwowego Komitetu ds. Handlu przy Sownarchozie ZSRR w randze ministra. Od 2 października 1965 do 21 stycznia 1983 minister handlu ZSRR, od 31 października 1961 do 29 marca 1966 zastępca członka, a od 8 kwietnia 1966 do 25 lutego 1986 ponownie członek KC KPZR. Deputowany do Rady Najwyższej ZSRR od 2 do 5 kadencji (1946–1962) i od 7 do 9 kadencji (1966–1979). Od stycznia 1983 na emeryturze.

## Odznaczenia
- Medal Sierp i Młot Bohatera Pracy Socjalistycznej (20 lutego 1976)
- Order Lenina (pięciokrotnie)
- Order Rewolucji Październikowej (21 lutego 1986)
- Order Wojny Ojczyźnianej I klasy (dwukrotnie – 1945 i 11 marca 1985)
- Order Czerwonego Sztandaru Pracy

I medale.